# ウィングファンタジア
『ウィングファンタジア』(Wing Fantasia)とは、2004年に稼働した8ステーションのメダルゲームである。筐体はメダルゲーム部分の「ステーション」（横にボタンが1つついている）とメイン画面と呼ばれる50インチディスプレイ（リアプロジェクションテレビ）およびルーレット抽選器で構成され、ステーションは2人分が1台で(店によって違うが、大抵6席)最高8台（=16人分）まで接続できる。

## 遊び方
メダルを投入しチャッカーにメダルが入る（入ったメダルは吸い込まれる）とスロットが横に回転する。画面横の青ランプがストックとなっており、最大8つまでストックできる。下記のように絵柄がずれることもある。
| 1 | ☆ | 2 |
| 6 | ☆ | 7 |
| ☆ | 5 | ☆ |

当たりのラインは5通りあり、左側・中央、右側のどれかが縦にそろうか、斜めにそろうことであたりとなる。
222 444 666 888
当たり。メダル払い出し。ステップが1つ進む。（確変は終了する）
111 333 555 999
確変当たり。メダル払い出し。ステップが1つ進む。背景が変わりスロットが当たりやすくなる。
777
そろった時点で直接JACKPOTを獲得。（ステップはそのまま）
ルーレット柄（トレジャースゴロク）
とまったときにこの柄が表示されるとその表示されている分だけスゴロクステップが進む。スゴロクステップがたまるとトレジャースゴロクに挑戦する。この柄が3つそろうと直接トレジャースゴロクに挑戦する。
JACKPOT
ステップが7まで到達するか777がそろったら画面下のメダルテーブルが傾いて大量のメダルが払い出される。
- ステップ
スロットで111 - 999（777を除く）がそろうとステップが1つ進み、7ステップになるとジャックポットが発生する。そのほかにステップが0の場合はスゴロクステップが13になり、1の場合は17に、2の場合は21に、3から6の場合は25個でトレジャースゴロクに挑戦する。

## トレジャースゴロク
中央大画面のマップから自分のプレーヤーの飛行船とマスが拡大されルーレット抽選がスタートする。スタートボタンを押すとボールが打ち出され、ボールが下部ポケットに入ると高速回転中のルーレットがストップし、決定した数だけマップを進む。止まったマスによってメダル払い出しやカード抽選などのボーナスを獲得する。高配当コースでは通常コースよりメダルの払い出しが多いマスにとまることが多くなる。
- WIN
止まると表示された数のメダルが払い出される。「25」と「50」と「75」と「100」がある。
- ルーレットボーナス
ルーレットを回し決定した数の25倍（内周コースなら50倍）のメダルを払い出される。
- ミニゲーム
ステーション画面に戻り、ミニゲームがスタートする。
- カードボーナス
中央大画面でカードが表示され、カードを1枚引く。役は「25WIN」「50WIN」「75WIN」「100WIN」「ルーレットボーナス（通常はルーレットの目×25だが、SPではルーレットの目×50がある）」「ミニゲーム」「パーティーゲーム」「SJPチャンス」がある。「CARD SP」のマスもあり、これは「CARD」のマスより高配当となる。
- スーパージャックポット(SUPER JACKPOT:SJP)チャンス
外周の4箇所に配置され、ここに止まるとSUPER JACKPOT CHANCEに挑戦する。ルーレットで1を当てると表示された数（通常は500枚以上）のメダルが払い出され（最高が1500枚、保留MAXで1600枚）、スゴロク開始前までにスロット保留が7以上あれば更に100枚が追加される。3、5、7を当てると200枚、偶数が出ると100枚が払い出される。
- ビッグボーナス(BIG BONUS:BB)チャンス
内周ゾーンのに設置され、ルーレットで1を当てることで表示された数のメダル（通常は2500枚）が払い出される、3、5、7が出ると300枚、偶数が出ると150枚が払い出される。
- その他のマップ
高配当コースでトレジャースゴロクルーレットで奇数を出すと即通常コースに戻されてしまうマップ。
1周が短く、スーパージャックポットチャンスになりやすい。（高配当ゾーンはない）

### ミニゲーム
トレジャースゴロクでミニゲームのマスに止まるかカードのマスでミニゲームを引くと、自分のステーションでミニゲームが始まる。ミニゲームは3種類あり、ミニゲーム中はメダルを1枚入れることで1枚払い出し。
- ミニゲームA 魔女とスピード勝負
魔女とレースをする。メダルがチャッカーに入ると進み、魔女より早くゴールするとメダル払い出し。
- ミニゲームB 風船割りゲーム
メダルがチャッカーに入ると風船が膨らむ。「10」「20」「30」「50」「100」の順に風船が大きくなる。
- ミニゲームC 射的ゲーム
時間内にメダルを入れ、左、中央、右のチャッカーにメダルを入れると、的に表示されている枚数分のメダルを払い出される。真ん中の的が多く払い出すことが多い。

### パーティーゲーム
パーティゲームは大画面を使った全員で遊ぶボーナスゲーム。誰かがカードボーナスで下絵のカードを引くとプレーヤー全員でパーティゲームに挑戦する。ただし、このゲームを出す条件はトレジャースゴロクで「CARD」のマスに止まってカードをひいてごくまれにこのゲームが始まる。
- 海賊船を倒せ
メダルを入れまくって海賊船を攻撃する。時間内に海賊船を倒すと順位ごとにボーナスメダルを払い出される。このゲーム中はメダルを1枚入れることで1枚払い出される。
- みんなでビンゴゲーム。
ルーレットを使って3×3ビンゴを行う。真ん中はFREE。3球抽選で揃ったライン数に応じてメダルが払い出される。抽選前にボタンを押すとシャッフルできる。ゲーム開始直後に数字が一部埋まり、いきなりリーチすることもある。1ラインビンゴで80枚、2ラインビンゴで150枚、3ラインビンゴで300枚の払い出し。参加してビンゴしなくても参加賞として30枚の払い出し。